# Diarmuid Mangan
Pour les articles homonymes, voir Mangan.

a Compétitions nationales et continentales officielles uniquement.

b Matchs officiels uniquement.
Dernière mise à jour le 5 mars 2025.
Diarmuid Mangan, né le 6 mars 2003 à Sallins (Irlande), est un joueur irlandais de rugby à XV jouant aux postes de deuxième ligne ou troisième ligne aile au Leinster.

## Biographie

### Jeunesse et formation
Diarmuid Mangan naît à Sallins, dans le comté de Kildare, en Irlande. Il commence par pratiquer le hurling et le football. Il déménage ensuite à Damas, en Syrie, où son père, militaire dans l'armée irlandaise, est muté. C'est dans ce pays qu'il commence à jouer au rugby à XV, à l'âge de cinq ans, aux côtés des frère Cian et Sam Prendergast. À son retour en Irlande, Diarmuid Mangan joue pour le Naas RFC (en),. Il étudie aussi le commerce à l'University College Dublin. Il rejoint ensuite le centre de formation du Leinster avant le début de la saison 2022-2023.
Il est aussi international irlandais chez les moins de 20 ans avec qui il réalise deux Grand Chelem lors du Tournoi des Six Nations en 2022 et 2023,. Il est aussi sélectionné pour les Six Nations Summer Series en 2022 et le Championnat du monde junior 2023,.

### Carrière professionnelle
Diarmuid Mangan fait ses débuts avec le Leinster plus d'un an après son arrivée au club, en fin de saison 2023-2024 du United Rugby Championship, contre le Zebre Parma.
Il manque le début de saison 2024-2025 après s'être cassé la main durant un match amical de pré-saison contre l'Union Bordeaux Bègles. À son retour, il joue quelques matchs puis est sélectionné par Simon Easterby en équipe d'Irlande pour compléter le groupe en cours du Tournoi des Six Nations 2025. Il est appelé à la surprise général alors qu'il n'a joué que sept matchs professionnels durant sa carrière. En fin de saison, il remporte la finale du United Rugby Championship en battant les Sud-Africains des Bulls sur le score de 32 à 7.

## Palmarès

### En province
- Leinster
  - Vainqueur du United Rugby Championship en 2025.

### En équipe nationale
- Irlande -20
  - Vainqueur du Tournoi des Six Nations des moins de 20 ans en 2022 (Grand Chelem) et 2023 (Grand Chelem)
  - Finaliste du Championnat du monde junior en 2023